# О барышне и её мужской компании
«О барышне и её мужской компании» (болг. За госпожицата и нейната мъжка компания; в советском прокате — «Барышня и её мужская компания») — болгарский художественный фильм 1982 года, снятый режиссёром Иваном Добчевым на киностудии «Бояна».
По мотивам повести Евгения Кузманова «История оркестра».
Премьера фильма состоялась 16 апреля 1983 года.

## Сюжет
Во времена Второй мировой войны певица Беба и её мужская компания музыкантов живут в баре «Титаник». Они наслаждаются своей артистичностью и независимостью, но их жизни меняются после убийства фашистского прокурора в баре. Беба решает помочь убийце, скрыв его от полиции.

## В ролях
- Пламена Гетова — Беба Чарлстон
- Наум Шопов — Петросян
- Иван Иванов — Цико
- Никола Тодев — Перо
- Марин Младенов — Митко
- Стефан Илиев — Теохара
- Христо Шопов
- Юрий Яковлев — Дренски
- Пейчо Драгоев
- Петар Петров — следователь
- Николай Латев
- Тончо Костадинов
- Златина Тодева

## Награды
- 1984 — Фестиваль болгарских художественных фильмов «Золотая роза» в Варне — Премия Союза болгарских композиторов Кирилу Дончеву за музыку[1]